# Culminação

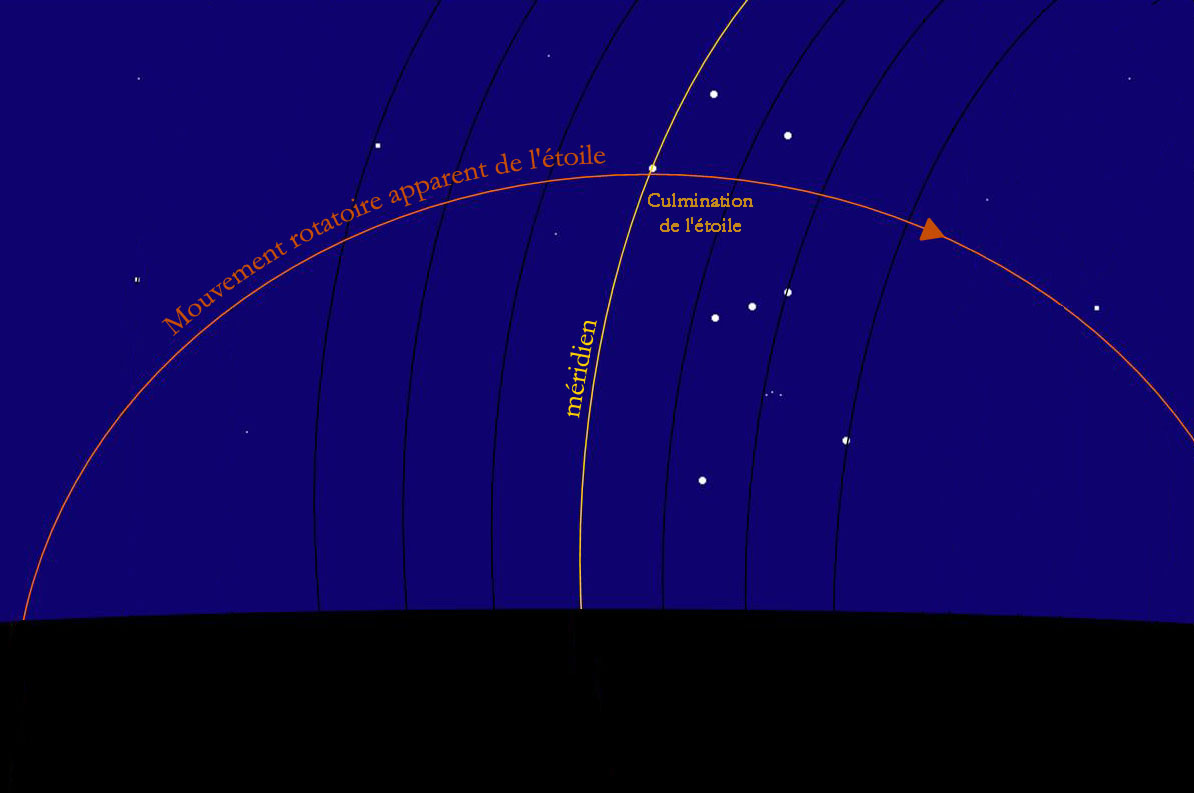
Ilustração do movimento aparente de uma estrela (linha vermelha) em relação ao meridiano local (linha amarela). O encontro das duas linhas na esfera celeste é o ponto de culminação.

Em astronomia, culminação ou passagem meridiana é o momento em que um astro cruza o meridiano local, atingindo sua altura angular máxima no céu. Todo astro experimenta duas passagens meridianas, que são chamadas culminação inferior e culminação superior. A culminação inferior é a passagem meridiana em que o astro cruza o meridiano local no semicírculo que une os polos celestes e nadir. A culminação superior é a passagem meridiana em que o astro cruza o meridiano local no semicírculo que une os polos celestes e zênite.
O tempo entre duas passagens meridianas consecutivas de um mesmo astro é de 12 horas.
Ambas as culminações de estrelas circumpolares são observáveis de um mesmo sítio, pois ocorrem no hemisfério zenital, embora seja necessário um período de pelo menos 12 horas de noite para que se as possa efetivamente observar.

## Condições para observação

As culminações superior e inferior de uma estrela circumpolar são ambas visíveis.

Astros cujo módulo da declinação {\displaystyle \delta } seja superior ao complemento do módulo da latitude {\displaystyle \phi } do observador ser-lhe-ão circumpolares. Isto é: 
{\displaystyle |\delta |\geq 90^{\circ }-|\phi |}
Desse modo, suas duas culminações serão observáveis desde onde o observador estiver. Por exemplo, as duas culminações de Acrux, da constelação do Cruzeiro do Sul, só podem ser vistas por observadores localizados a latitude mais negativas que 30 graus.

## Importância para a astrometria
Durante as passagens meridianas, a altura do astro não varia: seu movimento é puramente paralelo ao horizonte. Além disso, o ângulo horário {\displaystyle H} é nulo na culminação e o azimute {\displaystyle A} é {\displaystyle 0^{\circ }}, quando a culminação ocorre a norte do zênite, ou {\displaystyle 180^{\circ }}, quando ocorre ao sul. Tais fenômenos permitem ao observador calcular com precisão as coordenadas de um astro por meio de uma luneta meridiana, assim como é possível determinar com precisão a latitude de um local mediante o cálculo da média da altura do astro em duas passagens meridianas consecutivas.

## Passagem meridiana do Sol
O instante da passagem meridiana do Sol corresponde ao chamado meio-dia verdadeiro. Nesse momento, o Sol atinge o ponto mais alto de sua órbita aparente na esfera celeste no dia em questão.